# Carlos Sainz
Carlos Sainz Cenamor (n. 12 aprilie 1962, Madrid, Spania) este un pilot  spaniol de raliuri. El a câștigat Campionatul Mondial de Raliuri, cucerind titlul în campionatul piloților cu un bolid Toyota în 1990 și  1992, și devenind vice-campion de patru ori. Campioni la constructori datorită lui Sainz au devenit Subaru (1995), Toyota (1999) și Citroën (în 2003, 2004 și 2005). A câștigat de trei ori Raliul Dakar (2010, 2018, 2020).

## Titluri

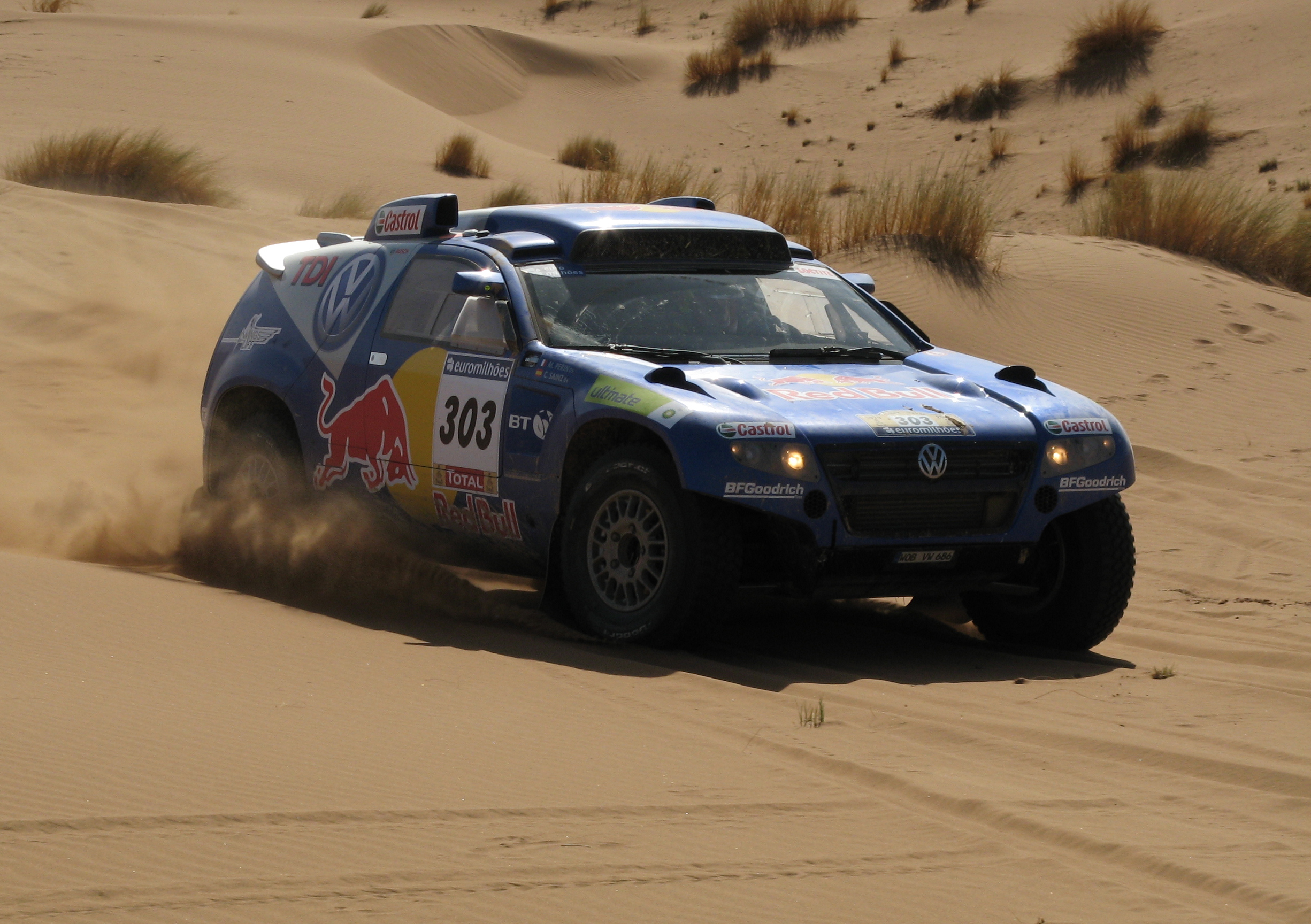
Sainz driving a Volkswagen Race Touareg during the 2007 Dakar Rally.

| Sezon | Titlu                             | Bolid                         |
| ----- | --------------------------------- | ----------------------------- |
| 1987  | Spanish Rally Champion            | Ford Sierra RS Cosworth       |
| 1988  | Spanish Rally Champion            | Ford Sierra RS Cosworth       |
| 1990  | Asia-Pacific Rally Champion       | Toyota Celica GT-Four ST165   |
| 1990  | World Rally Champion              | Toyota Celica GT-Four ST165   |
| 1992  | World Rally Champion              | Toyota Celica Turbo 4WD ST185 |
| 1997  | Champion of Champions             | Various                       |
| 2007  | FIA Cross-Country Rally World Cup | Volkswagen Race Touareg       |
| 2010  | 2010 Dakar Rally Winner (cars)    | Volkswagen Race Touareg       |

## Victorii în WRC

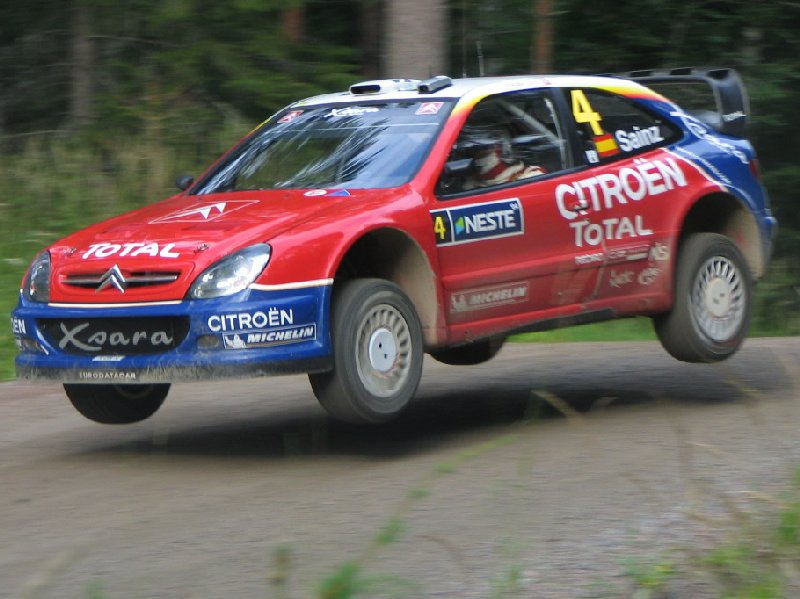
Sainz cu Citroën Xsara WRC la 2004 Rally Finland.

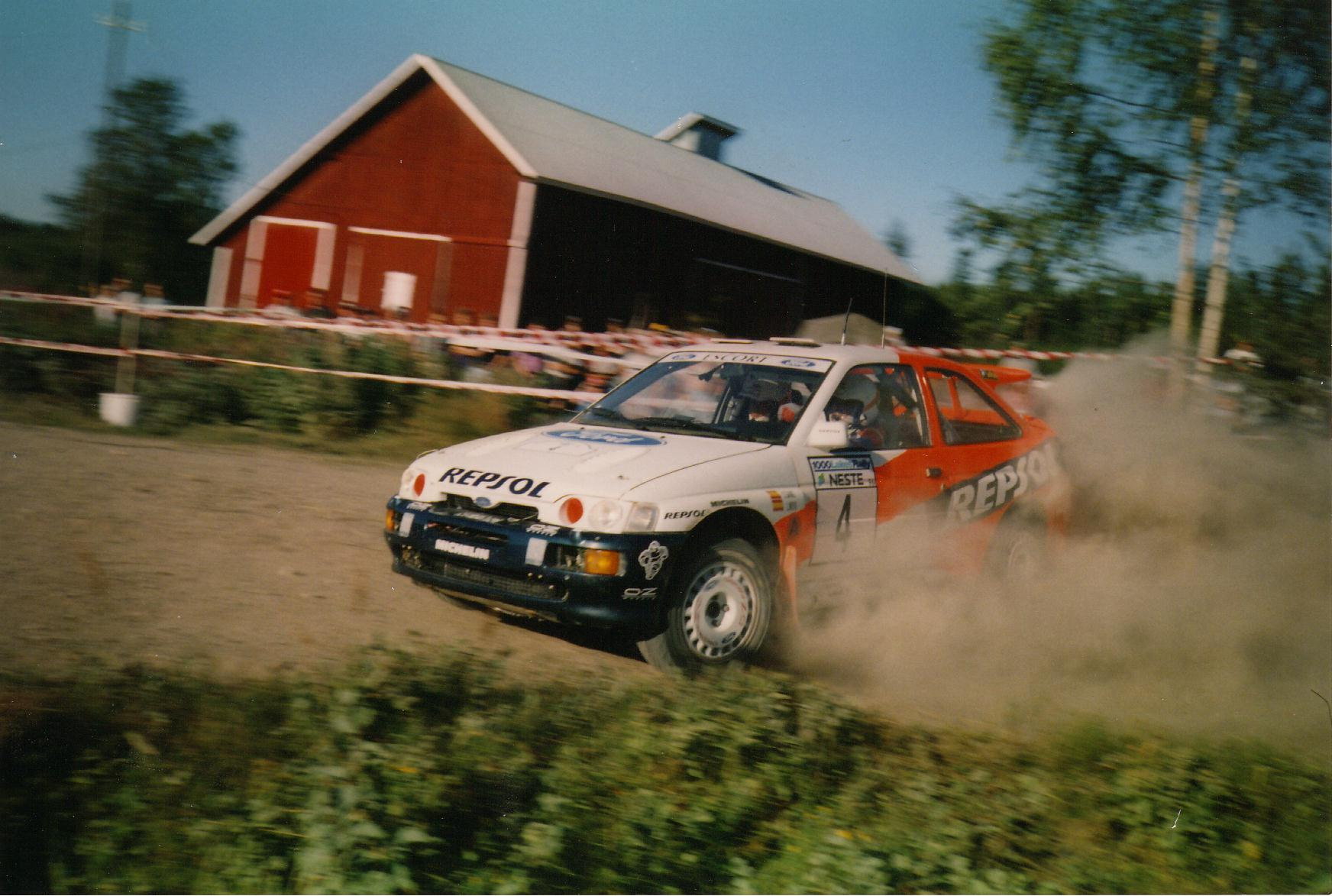
Sainz conducând Escort RS Cosworth la 1996 1000 Lakes

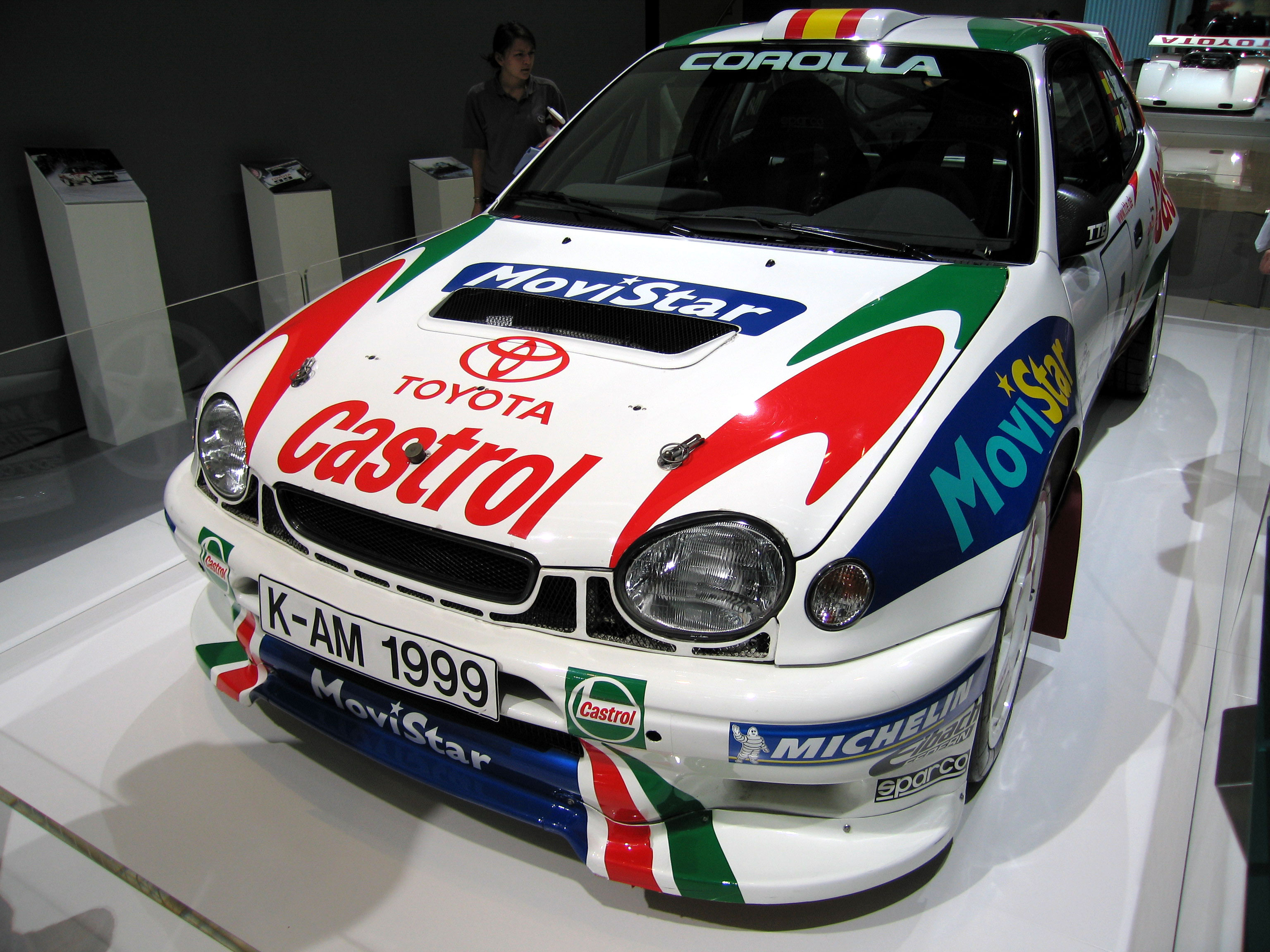
An ex-Sainz Corolla WRC at the 2007 Frankfurt Motor Show.

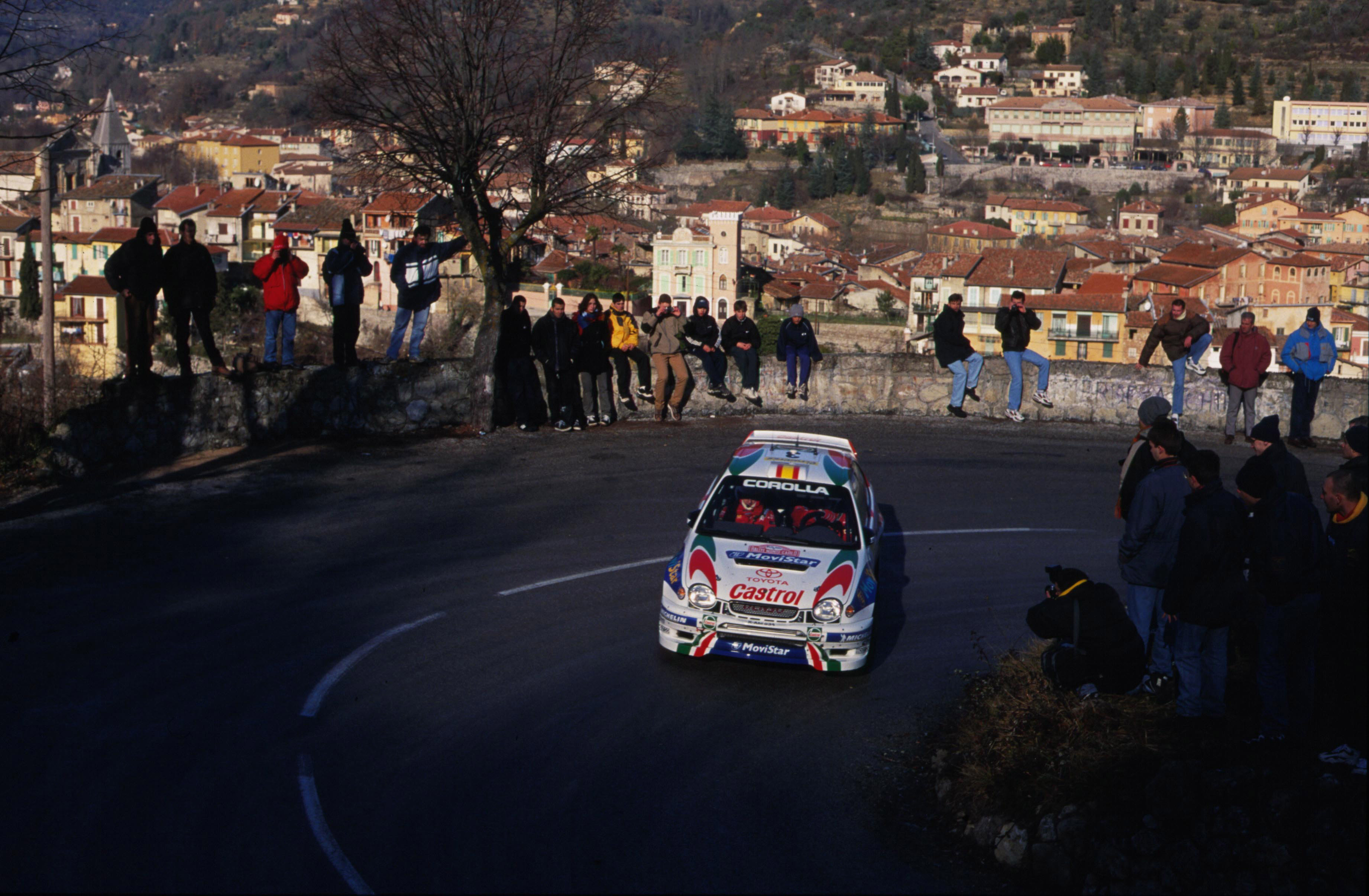
Sainz with a Toyota Corolla WRC at the 1999 Monte Carlo Rally.

| #  | Raliu                                               | Sezon | Co-pilot   | Bolid                       |
| -- | --------------------------------------------------- | ----- | ---------- | --------------------------- |
| 1  | 37th Acropolis Rally                                | 1990  | Luís Moya  | Toyota Celica GT-Four ST165 |
| 2  | 20th Rothmans Rally of New Zealand                  | 1990  | Luís Moya  | Toyota Celica GT-Four ST165 |
| 3  | 40th 1000 Lakes Rally                               | 1990  | Luís Moya  | Toyota Celica GT-Four ST165 |
| 4  | 46th Lombard RAC Rally                              | 1990  | Luís Moya  | Toyota Celica GT-Four ST165 |
| 5  | 59ème Rallye Automobile de Monte-Carlo              | 1991  | Luís Moya  | Toyota Celica GT-Four ST165 |
| 6  | 25º Rallye de Portugal                              | 1991  | Luís Moya  | Toyota Celica GT-Four ST165 |
| 7  | 35ème Tour de Corse – Rallye de France              | 1991  | Luís Moya  | Toyota Celica GT-Four ST165 |
| 8  | 21st Rothmans Rally of New Zealand                  | 1991  | Luís Moya  | Toyota Celica GT-Four ST165 |
| 9  | 11º Rally Argentina                                 | 1991  | Luís Moya  | Toyota Celica GT-Four ST165 |
| 10 | 40th Martini Safari Rally Kenya                     | 1992  | Luís Moya  | Toyota Celica Turbo 4WD     |
| 11 | 22nd Rothmans Rally of New Zealand                  | 1992  | Luís Moya  | Toyota Celica Turbo 4WD     |
| 12 | 28º Rallye Catalunya-Costa Brava (Rallye de España) | 1992  | Luís Moya  | Toyota Celica Turbo 4WD     |
| 13 | 48th Lombard RAC Rally                              | 1992  | Luís Moya  | Toyota Celica Turbo 4WD     |
| 14 | 41st Acropolis Rally                                | 1994  | Luís Moya  | Subaru Impreza 555          |
| 15 | 63ème Rallye Automobile de Monte-Carlo              | 1995  | Luís Moya  | Subaru Impreza 555          |
| 16 | 29º TAP Rallye de Portugal                          | 1995  | Luís Moya  | Subaru Impreza 555          |
| 17 | 31º Rallye Catalunya-Costa Brava (Rallye de España) | 1995  | Luís Moya  | Subaru Impreza 555          |
| 18 | 21st Bank Utama Rally Indonesia                     | 1996  | Luís Moya  | Ford Escort RS Cosworth     |
| 19 | 44th Acropolis Rally of Greece                      | 1997  | Luís Moya  | Ford Escort WRC             |
| 20 | 22nd Rally Indonesia                                | 1997  | Luís Moya  | Ford Escort WRC             |
| 21 | 66ème Rallye Automobile de Monte-Carlo              | 1998  | Luís Moya  | Toyota Corolla WRC          |
| 22 | 28th Rally New Zealand                              | 1998  | Luís Moya  | Toyota Corolla WRC          |
| 23 | 28th Cyprus Rally                                   | 2000  | Luís Moya  | Ford Focus RS WRC 00        |
| 24 | 22º Rally Argentina                                 | 2002  | Luís Moya  | Ford Focus RS WRC 02        |
| 25 | 4th Rally of Turkey                                 | 2003  | Marc Martí | Citroën Xsara WRC           |
| 26 | 24º Rally Argentina                                 | 2004  | Marc Martí | Citroën Xsara WRC           |

## Rezultate complete în WRC
| An   | Concurent                   | Mașină                      | 1       | 2       | 3       | 4       | 5       | 6       | 7       | 8       | 9       | 10      | 11      | 12      | 13      | 14      | 15    | 16  | WDC  | Puncte |
| ---- | --------------------------- | --------------------------- | ------- | ------- | ------- | ------- | ------- | ------- | ------- | ------- | ------- | ------- | ------- | ------- | ------- | ------- | ----- | --- | ---- | ------ |
| 1987 | Marlboro Rally Team         | Ford Sierra RS Cosworth     | MON     | SWE     | POR Ret | KEN     | FRA 7   | GRC     | USA     | NZL     | ARG     | FIN     | CIV     | ITA     |         |         |       |     | 35th | 7      |
| 1987 | RAC de España               | Ford Sierra RS Cosworth     |         |         |         |         |         |         |         |         |         |         |         |         | GBR 8   |         |       |     | 35th | 7      |
| 1988 | Carlos Sainz                | Ford Sierra RS Cosworth     | MON     | SWE     | POR Ret |         |         |         |         |         |         |         |         |         |         |         |       |     | 11th | 26     |
| 1988 | Ford Motor Co               | Ford Sierra RS Cosworth     |         |         |         | KEN     | FRA 5   | GRC     | USA     | NZL     | ARG     | FIN 6   | CIV     | ITA 5   | GBR 7   |         |       |     | 11th | 26     |
| 1989 | Toyota Team Europe          | Toyota Celica GT-Four ST165 | SWE     | MON Ret | POR Ret | KEN     | FRA Ret | GRC Ret | NZL     | ARG     | FIN 3   | AUS     | ITA 3   | CIV     | GBR 2   |         |       |     | 8th  | 39     |
| 1990 | Toyota Team Europe          | Toyota Celica GT-Four ST165 | MON 2   | POR Ret | KEN 4   | FRA 2   | GRC 1   | NZL 1   | ARG 2   | FIN 1   | AUS 2   | ITA 3   | CIV     | GBR 1   |         |         |       |     | 1st  | 140    |
| 1991 | Toyota Team Europe          | Toyota Celica GT-Four ST165 | MON 1   | SWE     | POR 1   | KEN Ret | FRA 1   | GRC 2   | NZL 1   | ARG 1   | FIN 4   | AUS Ret | ITA 6   | CIV     | ESP Ret | GBR 3   |       |     | 2nd  | 143    |
| 1992 | Toyota Team Europe          | Toyota Celica Turbo 4WD     | MON 2   | SWE     | POR 3   | KEN 1   | FRA 4   | GRC Ret | NZL 1   | ARG 2   | FIN     | AUS 3   | ITA     | CIV     | ESP 1   | GBR 1   |       |     | 1st  | 144    |
| 1993 | Jolly Club                  | Lancia Delta HF Integrale   | MON 14  | SWE     | POR Ret | KEN     | FRA 4   | GRC 2   | ARG Ret | NZL 4   | FIN     | AUS Ret | ITA DSQ | ESP Ret | GBR     |         |       |     | 8th  | 35     |
| 1994 | 555 Subaru World Rally Team | Subaru Impreza 555          | MON 3   | POR 4   | KEN     | FRA 2   | GRC 1   | ARG 2   | NZL Ret | FIN 3   | ITA 2   | GBR Ret |         |         |         |         |       |     | 2nd  | 99     |
| 1995 | 555 Subaru World Rally Team | Subaru Impreza 555          | MON 1   | SWE Ret | POR 1   | FRA 4   | NZL     | AUS Ret | ESP 1   | GBR 2   |         |         |         |         |         |         |       |     | 2nd  | 85     |
| 1996 | Ford Motor Co               | Ford Escort RS Cosworth     | SWE 2   | KEN Ret | IDN 1   | GRC 3   | ARG 2   | FIN Ret | AUS 3   | ITA 2   | ESP Ret |         |         |         |         |         |       |     | 3rd  | 89     |
| 1997 | Ford Motor Co               | Ford Escort WRC             | MON 2   | SWE 2   | KEN Ret | POR Ret | ESP 10  | FRA 2   | ARG Ret | GRC 1   | NZL 2   | FIN Ret | IDN 1   | ITA 4   | AUS Ret | GBR 3   |       |     | 3rd  | 51     |
| 1998 | Toyota Castrol Team         | Toyota Corolla WRC          | MON 1   | SWE 2   | KEN Ret | POR 2   | ESP 7   | FRA 8   | ARG 2   | GRC 4   | NZL 1   | FIN 2   | ITA 4   | AUS 2   | GBR Ret |         |       |     | 2nd  | 56     |
| 1999 | Toyota Castrol Team         | Toyota Corolla WRC          | MON Ret | SWE 2   | KEN 3   | POR 2   | ESP Ret | FRA 3   | ARG 5   | GRC 2   | NZL 6   | FIN 3   | CHN 3   | ITA Ret | AUS 2   | GBR Ret |       |     | 5th  | 44     |
| 2000 | Ford Motor Co               | Ford Focus RS WRC 00        | MON 2   | SWE Ret | KEN 4   | POR 3   | ESP 3   | ARG Ret | GRC 2   | NZL 3   | FIN 14  | CYP 1   | FRA 3   | ITA 5   | AUS DSQ | GBR 4   |       |     | 3rd  | 46     |
| 2001 | Ford Motor Co               | Ford Focus RS WRC 01        | MON 2   | SWE 3   | POR 2   | ESP 5   | ARG 3   | CYP 3   | GRC Ret | KEN Ret | FIN 6   | NZL 4   | ITA 4   | FRA Ret | AUS 8   | GBR Ret |       |     | 6th  | 33     |
| 2002 | Ford Motor Co               | Ford Focus RS WRC 02        | MON 3   | SWE 3   | FRA 6   | ESP Ret | CYP 11  | ARG 1   | GRC 3   | KEN Ret | FIN 4   | GER 8   | ITA Ret | NZL 4   | AUS 4   | GBR 3   |       |     | 3rd  | 36     |
| 2003 | Citroën Total               | Citroën Xsara WRC           | MON 3   | SWE 9   | TUR 1   | NZL 12  | ARG 2   | GRC 2   | CYP 5   | GER 6   | FIN 4   | AUS 5   | ITA 4   | FRA 2   | ESP 7   | GBR Ret |       |     | 3rd  | 63     |
| 2004 | Citroën Total               | Citroën Xsara WRC           | MON Ret | SWE 5   | MEX 3   | NZL 6   | CYP 3   | GRC 19  | TUR 4   | ARG 1   | FIN 3   | GER 3   | JPN 5   | GBR 4   | ITA 3   | FRA 3   | ESP 3 | AUS | 4th  | 73     |
| 2005 | Citroën Total               | Citroën Xsara WRC           | MON     | SWE     | MEX     | NZL     | ITA     | CYP     | TUR 4   | GRC 3   | ARG     | FIN     | GER     | GBR     | JPN     | FRA     | ESP   | AUS | 13th | 11     |

## Rezultate în Raliul Dakar
| An   | Clasă                                                  | Vehicul                                                | Loc                                                    | Etape câștigate                                        |                 |                 |
| ---- | ------------------------------------------------------ | ------------------------------------------------------ | ------------------------------------------------------ | ------------------------------------------------------ | --------------- | --------------- |
| 2006 | Mașină                                                 | Volkswagen                                             | 11                                                     | 4                                                      |                 |                 |
| 2007 | Mașină                                                 | Volkswagen                                             | 9                                                      | 5                                                      |                 |                 |
| 2008 | Eveniment anulat – înlocuit de Raliul Europei Centrale | Eveniment anulat – înlocuit de Raliul Europei Centrale | Eveniment anulat – înlocuit de Raliul Europei Centrale | Eveniment anulat – înlocuit de Raliul Europei Centrale |                 |                 |
| 2009 | Mașină                                                 | Volkswagen                                             | Nu a terminat                                          | 6                                                      |                 |                 |
| 2010 | Mașină                                                 | Volkswagen                                             | 1                                                      | 2                                                      |                 |                 |
| 2011 | Mașină                                                 | Volkswagen                                             | 3                                                      | 7                                                      |                 |                 |
| 2012 | Mașină                                                 | Nu a participat                                        | Nu a participat                                        | Nu a participat                                        | Nu a participat | Nu a participat |
| 2013 | Mașină                                                 | Demon Jefferies                                        | Nu a terminat                                          | 1                                                      |                 |                 |
| 2014 | Mașină                                                 | SMG                                                    | Nu a terminat                                          | 2                                                      |                 |                 |
| 2015 | Mașină                                                 | Peugeot                                                | Nu a terminat                                          | 0                                                      |                 |                 |
| 2016 | Mașină                                                 | Peugeot                                                | Nu a terminat                                          | 2                                                      |                 |                 |
| 2017 | Mașină                                                 | Peugeot                                                | Nu a terminat                                          | 0                                                      |                 |                 |
| 2018 | Mașină                                                 | Peugeot                                                | 1                                                      | 2                                                      |                 |                 |
| 2019 | Mașină                                                 | Mini                                                   | 13                                                     | 1                                                      |                 |                 |
| 2020 | Mașină                                                 | Mini                                                   | 1                                                      | 4                                                      |                 |                 |

## Legături externe
- Site-ul oficial al lui Carlos Sainz es  en